# لويس أرويو (لاعب كرة قاعدة)
لويس أرويو (بالإنجليزية: Luis Arroyo)‏ هو لاعب كرة قاعدة أمريكي، ولد في 18 فبراير 1927 في Peñuelas, Puerto Rico ‏ في الولايات المتحدة، وتوفي في 13 يناير 2016 في بونس، بورتوريكو في الولايات المتحدة.

## وصلات خارجية
- لويس أرويو على موقعبيزبول رفرنس.كوم (الدوري الرئيسي) (الإنجليزية)
- لويس أرويو على موقعبيزبول رفرنس.كوم (الدوري الثانوي) (الإنجليزية)
- لويس أرويو على موقع جمعية أبحاث البيسبول الأمريكية (الإنجليزية)
- لويس أرويو على موقع مشجعي الرسوم البيانية (الإنجليزية)